# Kevin Durant
Kevin Wayne Durant (Washington, D.C., SAD, 29. rujna 1988.) američki je profesionalni košarkaš. Igra na poziciji niskog krila, a trenutačno je član NBA momčadi Phoenix Sunsa. Izabran je u 1. krugu (2. ukupno) NBA drafta 2007. godine od Seattle SuperSonicsa.

## Karijera

### Sveučilište
Durant je sa svojom visinom 2,06 m, na sveučilištu Teksas igrao na poziciji krilnog centra. Odigrao je svih 35 utakmica regularnog dijela sezone, međutim njegova momčad je poražena u drugom krugu NCAA natjecanja od USC-a. Teksas je završio treći u konferenciji s omjerom 12-4 i završili su kao finalisti Big 12 konferencije 2007. godine. Kao freshman, Durant je u prosjeku postizao 25,8 poena, 11,1 skokova i 1,3 asistencije po utakmici, a proglašen je i sveučilišnim košarkašem godine. Nakon samo jedne sezone provedene na sveučilištu odlučio se je prijaviti na NBA draft. 

#### Broj 35
Durant nosi dres s brojem 35 u čast trenera iz djetinjstva Charlesa Craiga, koji je ubijen kada je imao 35 godina.

### NBA

#### Rookie sezona u Sonicsima
Durant je izabran kao drugi izbor NBA drafta 2007. godine od Seattle SuperSonicsa. Soncisi su na draftu mogli izabrati i Grega Odena, međutim njega su kao prvi izbor izabrali Portland Trail Blazersi. Kako je Oden prije početka sezone zaradio tešku ozljedu, Durant je postao legitimni kandidat za novaka godine. Nakon odlaska Raya Allena u Boston Celticse i odbijanje maksimalnog ugovora Rashardu Lewisu (koji je na kraju dobio od Orlando Magica), izbacili su Duranta u prvi plan Sonicsa. Sa samo 19 godina postao je prva opcija u napadu Sonicsa i sav pritisak o odlučivanju utakmica pao je na pleća njemu. Trener Sonicsa P.J. Carleismo, tjedan dana nakon drafta izjavio je da će Durant imati svu slobodu u igri. 
Durantov NBA debi u porazu protiv Denver Nuggetsa bio je sjajan, izuzmemo li njegov postotak šuta: 18 poena za 32 minute igre, šut iz igre 7-22, 5 skokova, 1 asistencija, 3 osvojene lopte i 1 blokada. 16. studenog 2007., Durant je u desetoj NBA utakmici na kraju drugog produžetka sa zvukom sirene pokopao Atalanta Hawkse. To je bio njegov prvi pobjednički šut u NBA ligi. 7. prosinca 2007., u pobjedi Sonicsa protiv Milwaukee Bucksa 104:98: postigao je tada rekordnih 35 poena uz 8 skokova i 5 blokada, imao je šut 9-20. Tijekom svoje rookie sezone odigrao nekoliko sjajnih utakmica; Phoenix Sunsima je zabio 27 poena, Sacramentu 27, Spursima i Lakersima po 25.

"Mislim da će njegovo tijelo s vremenom ojačati. Obojica smo došli mršavi u NBA."

"Ove godine je popravio svoju kompletnu igru - ima više skokova, bolji je u obrani."

Iako je sa samo 19 godina bio prvi strijelac Sonicsa, mnogi kritičari su mu zamjerali nekonstantnost na šutu; odigrao je nekoliko utakmica s vrlo lošim postotkom šuta: 3-17 protiv Memphis Grizzliesa, 7-21 protiv Utah Jazza, 7-20 protiv Pistonsa, 6-21 protiv Orlando Magica. Na te kritike Durant je odgovorio: "Kao igrač ne gledaš svoj postotak šuta; to je za medije." Uz to su mu zamjerali na njegovoj masi i snazi, kako bi mogao čvršće ulaziti u kontakte s protivničkim igračima. Zbog toga su mnogi uspoređivali s legendarnim Georgeom Gervinom ili sjajnim šuterom Reggijem Millerom. Tada je Dwight Howard ponudio pomoć Durantu, da dođe preko ljeta s njime u teretanu dizati utege, kako bi povećao svoju mišićnu masu.
Cijelu prvu sezonu je imao problema s postotkom šuta, ali se u posljednja dva mjeseca sezone dosta popravio u tom segmentu. Ukupno je u rookie sezoni imao šut od 43 %, a trice tek 28,8 %. Međutim sjajne igre već u spomenutim zadnjim mjesecima bile su razlog osvajanja nagrade za rookieja godine, ispred igrača Hawksa Ala Horforda. Time je postao prvim igačem Sonicsa koji je osvojio tu nagradu. U prosjeku je postizao 20,3 poena, 4,4 skoka i 2,4 asistencije u 80 odigranih utakmica. Međutim, Sonicsi su ostvarili omjer 20-62, što je bio najgori omjer u 41 godinu dugoj povijesti kluba.

#### Selidba u Oklahoma City
Grad Seattle nije dočekao da i 42 godine ugošćuje košarkaše Sonicsa. Vlasnik kluba Clay Bennett nije uspio s gradom dogovoriti gradnju nove dvorane i odlučio je preseliti Sonicse u Oklahoma City. U novoj sezoni Durant je zabio manje od 20 poena u 6 od prvih 13 utakmica. Imao je šut iz igre od 42,9 % ili još gori u 7 od tih 13 utakmica. Međutim, tada Oklahoma City zbog lošeg omjera 1-12 daje otkaz treneru Carlesimu i na njegovo mjesto postavlja Scotta Brooksa. Prva stvar koju je napravio Brooks bila je prebacivanje Duranta s mjesta bek šutera, na njegovu prirodnu poziciju niskog krila. A Jeff Green koji je dotad igrao na poziciji niskog krila, prebacio je na poziciju krilnog centra. U prvih 12 utakmica na svojoj novoj poziciji Durant je prosječno zabijao 24,7 poena i imao 6,3 skokova, uz šut iz igre od 46,6 % i 51,1 % s linije trice. Zabio je manje od 20 poena u samo tri od tih 12 utakmica i četiri puta je iz igre šutirao gore od 42,9 %. Također je imao 10 ili više skokova u 3 od tih 12 utakmica, dok mu je u rookie sezoni to uspjelo tek jednom. Durant je prosječno postizao 25,1 poen i 7,7 skokova u prosincu 2008., 27,8 poena i 8,8 skokova u siječnju, 30,6 poena i 6,3 skokova u veljači. Njegov postotak šuta u tim mjesecima rastao je od 40,7 % do 49,4 % i 53,4 %, a postotak trica bio je 41,9 %, 39,6 % i 51,4 %.  Na kraju svoje druge sezone, Durant je u prosjeku postizao 25,3 poena, te imao 6,5 skokova i 2,8 asistencija. Oklahoma City je na kraju ostvarila omjer 23-59, što je tri pobjede više nego kada je Durant igrao za Sonicse. 

## NBA statistika

#### Regularni dio
| Godina    | Klub          | Odig. uta. | Uta. poč. | Min. | 2P%  | 3P%  | Sl. bac.% | Skok. | Asist. | Ukr. lop. | Blok. | Poena |
| --------- | ------------- | ---------- | --------- | ---- | ---- | ---- | --------- | ----- | ------ | --------- | ----- | ----- |
| 2007./08. | Seattle       | 80         | 80        | 34.6 | .430 | .288 | .873      | 4.4   | 2.4    | 1.0       | .9    | 20.3  |
| 2008./09. | Oklahoma City | 74         | 74        | 39.0 | .476 | .422 | .863      | 6.5   | 2.8    | 1.3       | .7    | 25.3  |
| 2009./10. | Oklahoma City | 82         | 82        | 39.5 | .476 | .365 | .900      | 7.6   | 2.8    | 1.4       | 1.0   | 30.1  |
| 2010./11. | Oklahoma City | 78         | 78        | 38.9 | .462 | .350 | .880      | 6.8   | 2.7    | 1.1       | 1.0   | 27.7  |
| Ukupno    |               | 314        | 314       | 38.0 | .462 | .357 | .882      | 6.3   | 2.7    | 1.2       | .9    | 25.9  |
| All-Star  |               | 2          | 1         | 25.0 | .486 | .357 | 1.000     | 4.0   | 1.0    | 1.0       | 1.0   | 24.5  |

### Doigravanje
| Godina    | Klub          | Odig. uta. | Uta. poč. | Min. | 2P%  | 3P%  | Sl. bac.% | Skok. | Asist. | Ukr. lop. | Blok. | Poena |
| --------- | ------------- | ---------- | --------- | ---- | ---- | ---- | --------- | ----- | ------ | --------- | ----- | ----- |
| 2009./10. | Oklahoma City | 6          | 6         | 38.5 | .350 | .286 | .871      | 7.7   | 2.3    | .5        | 1.3   | 25.0  |
| 2010./11. | Oklahoma City | 17         | 17        | 42.5 | .449 | .339 | .838      | 8.2   | 2.8    | .9        | 1.1   | 28.6  |
| Ukupno    |               | 23         | 23        | 41.4 | .423 | .326 | .847      | 8.0   | 2.7    | .8        | 1.2   | 27.7  |

## Vanjske poveznice
- Profil na NBA.com
- Profil  Arhivirana inačica izvorne stranice od 26. srpnja 2016. (Wayback Machine) na Basketball-Reference.com